# Pista del Littorio
Die Pista del Littorio (auch Autodromo del Littorio oder Circuito del Littorio) war eine Motorsport-Rennstrecke in der italienischen Hauptstadt Rom.

## Geschichte
Die Pista del Littorio lag am Tiber, etwa sieben Kilometer nördlich des Römer Stadtzentrums. Der Name Littorio war an das Fascis angelehnt. Dieses Liktorenbündel war im frühen 20. Jahrhundert unter anderem der Symbol des italienischen Faschismus.
Die Strecke befand sich auf dem Gelände des Flugplatz Rom-Urbe und hatte eine Länge von knapp vier Kilometern. Sie wurde 1931 von Benito Mussolini eingeweiht und bis einschließlich 1934 genutzt. Die Piste wurde im Uhrzeigersinn befahren und bestand aus zwei langgezogenen, überhöhten Rechtskurven, einer langen Linkskurve sowie einer Haarnadelkurve, die nach rechts führte.
In den Jahren 1931 und 1932 beherbergte die Pista del Littorio die siebte bzw. achte Ausgabe des Reale Premio di Roma für Automobile. Von 1932 bis 1934 war sie außerdem Austragungsort des Großen Preises der Nationen für Motorräder, der unter anderem ein Wertungslauf für die Motorrad-Europameisterschaft 1932 war.
Am 8. Dezember 1931 kam es auf der Pista del Littorio zu einer Aufsehen erregenden Wettfahrt zwischen Flugzeugen und Landfahrzeugen. Zuerst trat Furio Niclot Doglio auf einer Fiat AS.1 gegen Piero Taruffi auf einem 500-cm³-Norton-Motorrad an. Es siegte Taruffi. Kurz danach maßen sich Vittorio Suster auf Caproni Ca.100 und Tazio Nuvolari auf Alfa Romeo 8C 2300 mit dem besseren Ende für Suster und das Flugzeug.

## Ergebnisse der wichtigsten Rennen
| Pos. | Fahrer             | Wagen    | Zeit         |
| ---- | ------------------ | -------- | ------------ |
| 1    | Ernesto Maserati   | Maserati | 1:34:32,2 h  |
| 2    | René Dreyfus       | Maserati | + 1:03,8 min |
| 3    | Clemente Biondetti | Maserati | + 4:54,4 min |

| Pos. | Fahrer                      | Wagen      | Zeit         |
| ---- | --------------------------- | ---------- | ------------ |
| 1    | Luigi Fagioli               | Maserati   | 1:30:45,2 h  |
| 2    | Piero Taruffi               | Alfa Romeo | + 29,0 s     |
| 3    | Heinrich-Joachim von Morgen | Bugatti    | + 2:04,0 min |

| Klasse  | Sieger                      | Zweiter                     | Dritter                          |
| ------- | --------------------------- | --------------------------- | -------------------------------- |
| 175 cm³ | Carlo Baschieri (Benelli)   | Tonino Benelli (Benelli)    | Amedeo Tigli (MM)                |
| 250 cm³ | Riccardo Brusi (Moto Guzzi) | Arrigo Cimatti (Moto Guzzi) | Virginio Fieschi (Miller-Python) |
| 350 cm³ | Louis Jeannin (Jonghi)      | Guglielmo Sandri (Rudge)    | Fernand Renier (Jonghi)          |
| 500 cm³ | Piero Taruffi (Norton)      | Fernando Aranda (Rudge)     | Beppe Mantovani (Miller Balsamo) |